# Frank Menz
Frank Menz (* 27. Februar 1964 in Berlin) ist ein deutscher Basketballtrainer und ehemaliger -spieler. Als Spieler war Menz hauptsächlich in seiner Heimatstadt für die Neuköllner Sportfreunde in der 2. Basketball-Bundesliga aktiv. Als Trainer arbeitete er ab 2006 beim Deutschen Basketball Bund und war von Dezember 2012 bis Mai 2014 Bundestrainer. Von Juli 2016 bis Saisonende 2018/19 war er Cheftrainer und Sportdirektor beim Bundesligisten Basketball Löwen Braunschweig.

## Karriere

### Als Spieler
Menz begann 1973 beim TSC Berlin mit dem Basketball.
Er spielte bei den Sportfreunden aus Berlin-Neukölln, die 1987 den Aufstieg in die 2. Basketball-Bundesliga Gruppe Nord erreichten und 1990 nur knapp am Aufstieg in die erste Basketball-Bundesliga scheiterten. In der folgenden Saison drehte sich bereits das Blatt und die Sportfreunde stiegen 1991 wieder ab. 1991 wurden die beiden besten DDR-Oberligisten USC Magdeburg und die Spielgemeinschaft aus AdW Berlin und Berliner Turnerschaft der 2. Liga zugeordnet. Menz gehörte zu den Personen, die das Vorhaben entwickelten, in der Saison 1991/92 mit der Ostberliner Mannschaft unter Leitung von Trainer Hermann Huß um den Aufstieg in die Bundesliga mitzuspielen. Menz gehörte als Spieler zum Aufgebot der SG AdW/BT Berlin, die sich in ihrer ersten Saison im Unterschied zu den am Tabellenende abgeschlagenen Magdeburgern einen Mittelfeldplatz sicherte, aber den Sprung in die Bundesliga nicht schaffte. Danach war Menz, der den Beruf des Physiotherapeuten erlernte, in der Saison 1992/93 als Ergänzungsspieler im Kader des Erstligisten Alba Berlin und absolvierte drei Spiele in der ersten Liga.

### Als Trainer

#### SSG Humboldt zu Berlin
Bereits 1992, noch zu seiner Spielerzeit, war Menz Assistenztrainer der Damenmannschaft des DDR-Altmeisters HSG Humboldt-Uni. Er übernahm diese Position erneut ab 1994 (der Verein hieß seit 1993 Wemex Berlin). Der Berliner Verein geriet in finanzielle Schwierigkeiten und musste seinen hauptamtlichen Trainer entlassen, so dass Frank Menz als verantwortlicher Trainer in der folgenden Spielzeit 1995/96 übernahm. Der Konkurs von Wemex und die Übertragung der Spiel-Lizenz auf den neuen BBC änderte jedoch kaum etwas an den finanziellen Altlasten, so dass der Halbfinalist der Meisterschaft am Ende der Spielzeit seine besten Spielerinnen abgab und in der Regionalliga neu anfing. Unter den Spielerinnen war auch Nationalspielerin Birgit Eggert, mit der Menz seit 2005 verheiratet war.

#### Weißenfels und Jena
1996 wechselte Menz zum Herren-Regionalligisten SSV Einheit Weißenfels in der Nähe von Leipzig. Obwohl Menz Berlin nicht verlassen wollte, ließ er sich von Weißenfels’ Präsident Joachim Stumpf locken, indem dieser ihm zusagte, nach einer Saison in Weißenfels ins Traineramt wechseln zu können, und indem Stumpf Menz’ damaliger Freundin und späterer Ehefrau Birgit Eggert als Spielerin nach Chemnitz vermittelte. In der Saison 1996/97 trug Menz als Spieler unter dem Trainergespann Uwe Schöttler/Wulfhart Schmidt zum Gewinn des Meistertitels in der 1. Regionalliga Nord und damit zum Aufstieg in die 2. Basketball-Bundesliga bei. In der Sommerpause 1997 wurde Menz Trainer der Weißenfelser. In der ersten Zweitliga-Spielzeit erreichte man einen sechsten Platz in der Hauptrunde, war aber in der Relegationsrunde zum Aufstieg in die erste Liga sieglos. Zusammen mit seinen alten Mannschaftskameraden von Alba Berlin, Ingo Wolf als Manager und Ingo Freyer als Spielmacher auf dem Feld, erreichte man in der Saison 1998/99 punktgleich mit dem Ersten den zweiten Platz nach der Hauptrunde. Anschließend scheiterte man in der Relegation erneut knapp am Erstliga-Aufstieg, erst durch den Rückzug des SV Oberelchingen konnten die Weißenfelser nachrücken und waren damit nach der Einheit der erste ostdeutsche Verein in der gemeinsamen höchsten Spielklasse der Herren.
Mit ambitionierten Zielen gingen die Weißenfelser in der ersten Liga und erreichten in den ersten beiden Spielzeiten einen sechsten und einen siebten Platz, schieden dann aber jeweils in den Viertelfinal-Play-offs um die Meisterschaft aus. Ende März 2001 wurde Menz in Weißenfels entlassen, das Traineramt wurde bis zum Ende der Saison seinem bisherigen Assistenten Jan Rathjen übergeben. In seiner Zeit als MBC-Trainer schafften Spieler wie Chris Ensminger und Clint-Cotis Harrison in Weißenfels den Sprung in die Bundesliga und wechselten später innerhalb der Liga zu Spitzenmannschaften.
Menz ging zur Spielzeit 2002/03 zum Süd-Zweitligisten TuS Jena. Aus der Stadt stammte seine Mutter, die 1961 nach West-Berlin gegangen war. Menz besuchte in der damaligen DDR regelmäßig seine weiterhin in Jena lebende Großmutter. Mit den Thüringern erreichte Menz durchgängig Plätze im oberen Tabellendrittel und scheiterte in der Saison 2005/06 als Zweiter hinter Ratiopharm Ulm nur knapp am Aufstieg in die erste Liga, den erst sein Assistent Björn Harmsen als neuer Chef in der darauffolgenden Spielzeit erreichte.

#### Deutscher Basketball Bund
Nachdem Menz schon seit 2005 die Geschicke der A2-Nationalmannschaft mitverantwortet hatte, wurde er ab 2006 hauptamtlicher Trainer beim Deutschen Basketball Bund (DBB) und betreute in der Folge die Nationalmannschaften verschiedener Altersklassen. Zuletzt erreichte er mit dem fünften Platz bei der U20-Basketball-Europameisterschaft 2011 eine gute Platzierung, die in einer vergleichbaren Altersklasse nur mit dem vierten Platz bei der U18-Basketball-Europameisterschaft 1986 vor über 25 Jahren übertroffen wurde.
Nachdem Frank Menz zunächst auch von Bundestrainer Dirk Bauermann als sein Nachfolger bei der Herren-Nationalmannschaft gehandelt worden war, verpflichtete der DBB ab März 2012 erneut Svetislav Pešić, der mit dem Titelgewinn bei der Basketball-Europameisterschaft 1993 im eigenen Land den größten Erfolg der Auswahl erreicht hatte. Menz wurde nach der U20-Europameisterschaft im Juli 2012 Assistent von Pešić. Da dieser als Vereinstrainer zu Bayern München wechselte, wurde Menz im Dezember 2012 zum Bundestrainer ernannt. Bei der Europameisterschaft im September 2013 scheiterte er mit der Nationalmannschaft in der Vorrunde. Acht Monate später wurde er im Mai 2014 von seinem Amt entbunden. Er blieb jedoch beim DBB und betreute zwischen 2014 und 2016 die U20-Nationalmannschaft.

#### Basketball Löwen Braunschweig
Am 1. Juli 2016 übernahm er beim Bundesligisten Basketball Löwen Braunschweig das Amt des Cheftrainers und Sportdirektors. Aufgrund eines Quadrizepssehnenrisses und folgender Operation musste er im November 2017 vorübergehend als Trainer aussetzen und wurde in dieser Zeit von seinem Assistenten Steven Clauss vertreten. Im Dezember 2018 kündigte Menz an, das Angebot einer Vertragsverlängerung in Braunschweig nicht anzunehmen und die Mannschaft am Saisonende 2018/19 aus persönlichen Gründen zu verlassen. Im Spieljahr 2018/19 führte er die Braunschweiger als Achter in die Bundesliga-Meisterrunde, zuletzt hatten die Niedersachsen die Teilnahme in der Saison 2011/12 geschafft. Im Viertelfinale gegen Bayern München blieben Menz’ Braunschweiger in drei Spielen jedoch sieglos und schieden aus.

#### Rückkehr nach Jena
Im Mai 2019 unterschrieb Menz einen Vierjahresvertrag beim Zweitligisten Science City Jena. Die Zusammenarbeit endete bereits nach der Saison 2020/21, in der Menz die Thüringer auf den vierten Hauptrundenplatz geführt hatte. In der folgenden zweiten Gruppenphase verpasste man knapp den Einzug in die Endspiele.

## Privat
Menz war von 2005 bis zu ihrem Tod 2019 mit der ehemaligen Basketball-Nationalspielerin Birgit Menz, geborene Eggert, verheiratet, deren zwei Töchter Tina und Jenny ebenfalls Profibasketballerinnen wurden. 2008 wurde ihre gemeinsame Tochter Marie geboren.